# Alexandr (Rajevskij)
Alexandr (světským jménem: Alexandr Semjonovič Rajevskij; 23. února 1868, Ivanivka – 3. prosince 1937, Mogilev) byl ruský duchovní Ruské pravoslavné církve a biskup mogilevský.

## Život
Narodil se 23. února 1868 ve vesnici Ivanivka Jekatěrinoslavské gubernie v rodině kněze.
Roku 1882 dokončil Jekatěrinoslavské duchovní učiliště a roku 1888 Jekatěrinoslavský duchovní seminář.
Dne 4. října 1888 se stal psalomščikem chrámu Nanebevstoupení Páně vesnice Volnochutor.
Dne 6. prosince 1890 byl rukopoložen na jereje a začal sloužit v chrámu svatého Mikuláše vesnice Nikolajevka Jekatěrinoslavské gubernie. Oženil se. Dne 16. ledna 1901 byl převeden do chrámu svatého Jana Bohoslova vesnice Počyno-Sofijivka a 18. dubna stejného roku mu bylo uděleno právo nosit fialovou skufii.
Roku 1903 byl jmenován knězem chrámu svatého archanděla Michaela při Jekatěrinoslavském duchovním semináři a 12. dubna 1906 mu bylo uděleno právo nosit kamilaukion.
Dne 28. března 1911 mu Nejsvětější synod udělil náprsní kříž. Ovdověl a vystudoval Kyjevskou duchovní akademii. Byl povýšen na protojereje.
Roku 1922 se přidal k renovacionismu (schizma). Stal se mnichem s mnišským jménem Alexandr. Dne 27. ledna 1923 byl v Moskvě rukopoložen na biskupa sevastopolského a vikáře tauridské renovační eparchie. Světiteli byli metropolita Antonin (Granovskij) a arcibiskup Ioann (Albinskij). Dne 14. února byl vybrán biskupem tauridským a simferopolským.
Roku 1923 byl povýšen na arcibiskupa.
Dne 26. června 1924 vykonal pokání a byl patriarchou Tichonem přijat zpět do jurisdikce Moskevského patriarchátu v hodnosti biskupa. Stal se biskupem kerčským a dočasným správcem tauridské eparchie.
Dne 12. dubna 1925 podepsal akt předání nejvyšší církevní moci metropolitu Petru (Poljanskému).
V letech 1925–1926 pobýval v Oděse.
Od října 1926 dočasně spravoval rylský vikariát kurské eparchie.
Dne 25. června 1930 byl ustanoven biskupem kostanajským a vikářem čeljabinské eparchie. Dne 24. prosince 1930 se stal biskupem suchiničským a vikářem kalužské eparchie.
Dne 12. září 1931 byl jmenován biskupem zlatoustským a vikářem sverdlovské eparchie. Od 23. října 1932 působil jako biskup kamenský a vikář donské eparchie.
Od 16. února 1933 dočasně spravoval bakuskou eparchii.
Dne 11. srpna 1933 byl ustanoven biskupem jelabužským a vikářem kazaňské eparchie. Dne 15. března 1934 byl po rozhodnutí Svatého synodu zřídit samostatnou kostanajskou eparchii ustanoven jejím eparchiálním biskupem.
Od 30. října 1935 byl biskupem aktobským a kostanajským. V září 1936 se stal biskupem petropavlským a vikářem omské eparchie.
Od 16. října 1936 sloužil jako biskup mogilevský.
Dne 3. října 1937 byl zatčen. Byl obviněn z kontrarevoluční činnosti, což odmítl. Dne 31. října byl odsouzen k trestu smrti. Rozsudek byl vykonán 3. prosince.